# Mediagua

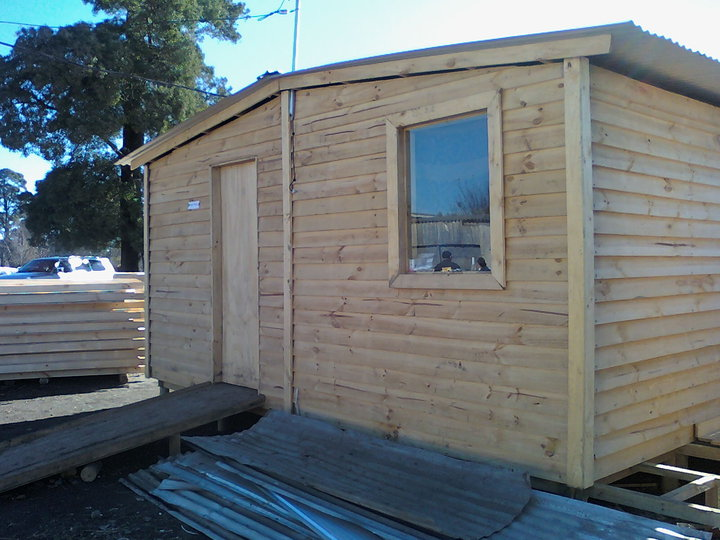
Mediagua armada en Talcahuano, Chile.

Mediagua es el nombre que se le da a las viviendas de emergencia en Chile. Desde la segunda mitad del siglo XX, la ONG Fundación Vivienda y Un Techo para Chile, además de otras organizaciones de asistencia social, le dan este nombre a un tipo de vivienda social prefabricada que construyen para personas sin hogar o que han perdido la suya producto de una catástrofe natural.
Debido a que están diseñadas como soluciones temporales, comúnmente se instalan sin alcantarillado ni electricidad, pero a menudo se convierten en hogares permanentes.

## Historia
Su origen se remontaría a las viviendas de emergencia construidas tras el terremoto de Chillán de 1939 y durante las erradicaciones de poblaciones callampa a partir de los años 1950, especialmente durante la Operación Sitio en el gobierno de Eduardo Frei Montalva. En 1958 el Departamento de Obras y Viviendas Populares del Hogar de Cristo, bajo la gestión del sacerdote Josse Van der Rest, comenzó a desarrollar la idea de una vivienda liviana que pudiera ser instalada fácilmente en las tomas de terrenos; ello llevó a que en dicho año fuera creada la Fundación Vivienda, que a partir de 1966 es independiente del Hogar de Cristo.
En 1997 surge Un Techo para Chile como una ONG que buscaba intensificar la construcción de mediaguas, partiendo con la construcción de 350 mediaguas para familias que vivían en campamentos en la región del Biobío; en julio de 1999 fue instalada la mediagua número 2000, y solo en el año siguiente se construyeron 10 mil nuevas viviendas de emergencia. Hacia 2016 la Fundación Vivienda había construido más de 500 mil mediaguas en todo Chile.

## Elementos
El formato original de la mediagua poseía una superficie de 9 m² (3x3 m) y estaba compuesta por los siguientes elementos:
- 4 paneles de muro de 3x2,6 m estructurado con palos de pino de 2x2" y forrados con tablas de 3/4x8".
- 3 vigas de pino de 1x4".
- 3 costaneras de la misma sección.
- 9 planchas de fonola, que se fijaban con piedras recolectadas del mismo terreno.

La mediagua entregada por la Fundación Vivienda hacia 1980 constaba de las siguientes piezas:
- 6 paneles de estructura soportante de pino insigne de 2x2", forrados en su cara exterior con tablas en bruto de 3/4x6 u 8".
- Vigas y costaneras de pino insigne de 1x4".
- 24 planchas de cubierta de asbesto-cemento o cartón embreado, para cubrir los 18 m².
- Pernos para el armado de paneles y ganchos para fijar la cubierta.[8]

Una mediagua (también conocida como "vivienda de emergencia") estándar tiene su origen en la Fundación Vivienda. La más común, consta de 18,3 m² de superficie y dimensiones de 6,1x3 m, lo que sirve para albergar a una familia de 4 personas aproximadamente. Hacia 2010 el modelo constaba de 8 paneles (2 pisos, 2 laterales, 2 frontales y 2 traseros), 2 cumbreras, papel fieltro, 8 láminas de masquinter, 15 pilotes y 8 tablas de 1x4" (vigas) y 6 palos de 2x2" (costaneras) para el envigado del techo.

## Armado

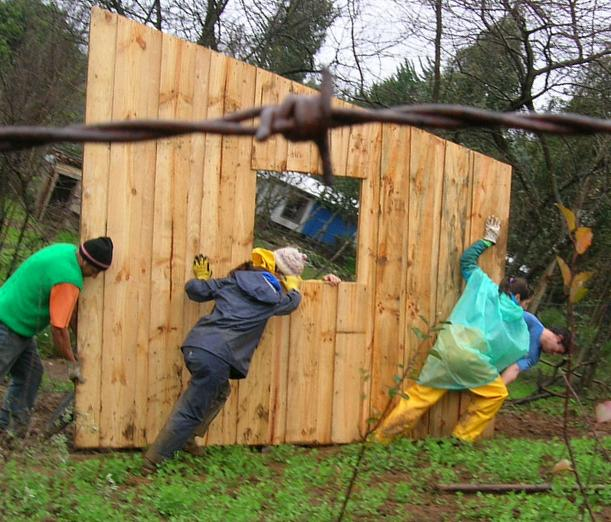
Un grupo de voluntarios de "Un Techo para Chile" construyendo una mediagua.

El armado de la mediagua varía según las características del terreno donde se emplaza, siendo lo más común la utilización de pilotes en la base. Los pilotes se ubican a distancias predeterminadas y a una altura que permita aislar la Mediagua de la humedad del piso y de la lluvia. Deben ser aplomados individualmente para asegurarse de tener el nivel correcto. Los paneles son armados en forma de "U", es decir, los 3 paneles de un lado de la casa primero y a continuación los 3 paneles restantes. La idea de esto es optimizar el trabajo disminuyendo la cantidad de voluntarios necesarios en ciertas tareas y permitiendo avanzar más rápido. Luego se unen esas "U" para dar forma al perímetro de la mediagua. El techo es armado mediante un envigado. Una viga maestra y 3 vigas laterales además de 3 costaneras por cada mitad de la casa. Sobre el envigado se coloca el aislante (papel fieltro) y se finaliza con las láminas de zinc. Las láminas se solapan según la dirección en que sopla el viento en el lugar para evitar filtraciones de lluvia.